# Hirokazu Kore-eda
Hirokazu Kore-eda (是枝 裕和, Koreeda Hirokazu), né le 6 juin 1962 à Tokyo, est un réalisateur japonais.
Il est réputé pour son approche novatrice, non spectaculaire et quasiment documentaire du cinéma de fiction (trait commun à une série de jeunes réalisateurs japonais).
Son cinéma, fait de chroniques familiales, évoque avec une grande douceur le deuil, le mensonge, l'abandon, la culpabilité, la difficulté d'être parents, la solidarité des enfants. Par sa délicatesse, ses sentiments pudiques et ses qualités de mise en scène, Hirokazu Kore-eda est comparé à Yasujirō Ozu ou à Anton Tchekhov, lui-même citant plutôt Mikio Naruse ou Ken Loach.
Hirokazu Kore-eda a débuté en 1991 par des films documentaires – genre qu'il n'a pas abandonné –, avant de réaliser son premier film de fiction, Maborosi (qui fut présenté à la Mostra de Venise en 1995). Depuis, ses films sont présentés dans de nombreux festivals, principalement hors de l'Europe – par exemple à Toronto, où neuf de ses films ont été montrés –, mais aussi à Cannes où sept de ses films ont été programmés (dans la sélection officielle ou la section Un certain regard). En 2018, il remporte la Palme d'or pour Une affaire de famille, et le Festival international du film de Saint-Sébastien lui décerne le prix Donostia pour l'ensemble de sa carrière.

## Biographie
Né à Tokyo, il a une mère cinéphile qui lui montre de nombreux films pendant son enfance, dont ceux avec Ingrid Bergman, Joan Fontaine ou Vivien Leigh. Son père a été soldat de l'armée japonaise de Manchourie à l'âge de 20 ans. Il est fait prisonnier par les Russes à la fin de la Seconde Guerre mondiale, puis envoyé en camp de travail en Sibérie. Libéré au début de 1950, il ne se remettra jamais de cette épreuve, ne trouvant pas de travail stable.
Hirokazu Kore-eda découvre le cinéma de Fellini – en particulier La strada et Les Nuits de Cabiria –, de Truffaut, de Rossellini…. Il étudie la littérature et l'écriture de scénarios à l'université Waseda sous la direction du professeur Iwamoto Kenji, avec lequel il passe sa thèse consacrée à l'écriture de scénarios. Il s'intéresse alors également au théâtre.

## En tant que réalisateur de documentaires
À partir de 1987, il rejoint une société de production de films documentaires comme producteur assistant, puis comme réalisateur. Son premier film documentaire, Mais... à l’ère de la protection sociale, est centré sur les femmes malades et incurables, sans moyens de subsistance. Il manifeste l'intérêt de Hirokazu Kore-eda pour la question de la responsabilité sociale, et son engagement politique. Ses films documentaires sont remarqués, en particulier en Allemagne, et reçoivent de nombreux prix. Depuis, il combine son activité de réalisateur de documentaires (une vingtaine de films réalisés) avec celle de réalisateur de films de fiction.
Il a également publié une vingtaine de livres, réalisé des publicités et des clips.

## Réalisateur de films de fiction
Nourri de son travail de documentariste, son premier film de fiction, Maborosi, reçoit le prix Osella à la 52e Mostra de Venise, en 1995, et inaugure la carrière d'un cinéaste régulièrement primé dans de très nombreux festivals à travers le monde. Ainsi, dès 1998, son second film, After Life, est présenté dans de nombreux festivals et remporte un vaste succès international. Il décrit la vie joyeuse d'une « administration des limbes » post mortem, où les fantômes viennent déposer un souvenir éternel. À cette époque, Shinji Sōmai et Masahiro Yasuda (ja) deviennent ses producteurs. En 2001, Distance est présenté en compétition officielle au Festival de Cannes. En 2004, Nobody Knows obtient le prix d'interprétation masculine au Festival de Cannes pour le jeune Yūya Yagira, douze ans au moment du tournage. Le film est inspiré d'un fait réel : une mère enfant abandonne ses cinq enfants dans un appartement pendant neuf mois avant que les voisins ne s'en inquiètent. Le scénario, écrit au moment du fait divers, a été tourné quinze ans après. La direction d'acteurs des enfants de quatre à douze ans révèle la subtilité du metteur en scène.
En 2008, Still Walking montre le quotidien d'une famille ordinaire à la suite du décès d'un enfant. Les liens tragi-comiques tissés entre les personnages, entre douceur et cruauté, évoquent l'univers de Tchekhov. En 2009, Hirokazu Kore-eda s'essaie à l'adaptation d'un manga de Ryusei Oda avec Air Doll. Le film est présenté au Festival de Cannes dans la section Un certain regard et reçoit un accueil mitigé. Cette histoire de poupée gonflable dotée d'un cœur et d'une âme qui s'affranchit de son créateur est une réflexion selon Kore-eda « sur la solitude urbaine et le sens de la vie ».

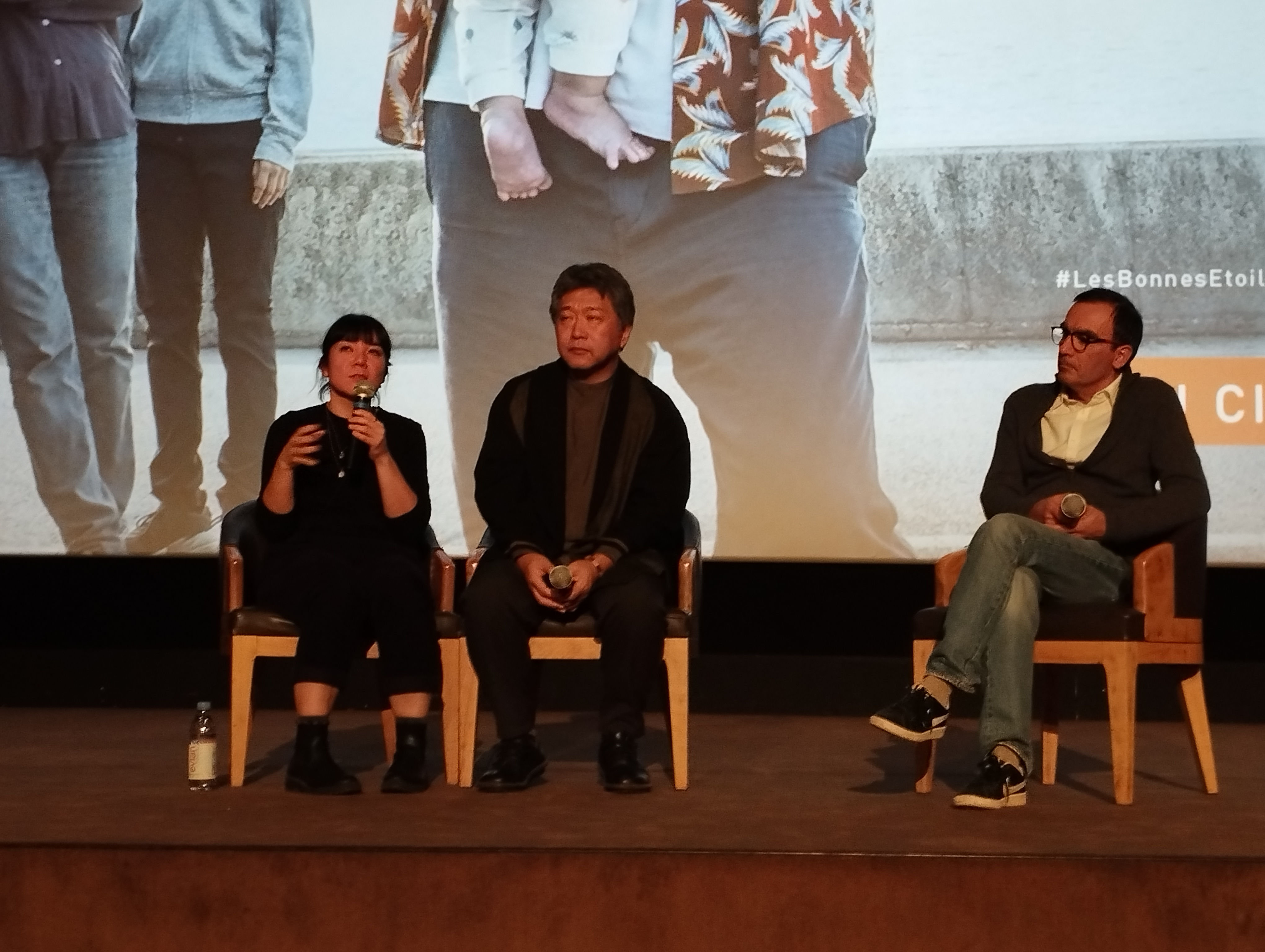
Hirokazu Kore-eda présentant Les Bonnes Étoiles au MK2 Bibliothèque à Paris.

Le Festival international des cinémas d'Asie de Vesoul lui consacre en 2012 une rétrospective intégrale. En 2013, Tel père, tel fils reçoit le prix spécial du jury au 66e Festival de Cannes, et au Japon le prix du ministre de l’Éducation, de la Culture, des Sports, de la Science et de la Technologie pour sa réalisation. Le film est une réflexion sur la paternité. En 2015, avec Notre petite sœur, Kore-eda aborde le sujet des familles recomposées, réfléchissant en particulier sur l'acceptation et l'adoption des frères et sœurs entre eux. En 2017, The Third Murder est un film judiciaire dans lequel un meurtrier change trois fois d'aveux et préfère être condamné à mort pour donner sens à sa naissance et à sa présence au monde.
En 2018, Une affaire de famille reçoit la Palme d'or au 71e Festival de Cannes. Le film connaît un succès international et crée un incident avec le Premier ministre japonais, qui ressent le film comme antijaponais. Une famille pauvre et modeste recueille une enfant battue, un soir d'hiver, lui offrant amour et tendresse. Le film, divisé en deux parties yin et yang, remet en cause la légitimité de la famille traditionnelle japonaise. L'insolence du cinéaste jaillit au carrefour d'un dialogue, lorsque, « à une femme flic qui lui dit : “Toutes les petites filles veulent vivre chez leurs vraies mères”, l’une des membres du clan réplique : “Ça, c’est ce que les mères croient…” ».
En 2018, pour la première fois, il tourne à l'extérieur du Japon. Son film La Vérité se fait en France avec un casting principalement francophone : Catherine Deneuve, Juliette Binoche, Ludivine Sagnier et Ethan Hawke. Le film fait l'ouverture de la Mostra de Venise 2019.
En 2022, il présente au Festival de Cannes son premier film en coréen, Les Bonnes Étoiles.

## Style et thématique
Le cinéaste aborde souvent la thématique familiale, la filiation, tant il semble interroger la figure paternelle absente. On loue surtout son humanisme, sa délicatesse, il est régulièrement comparé à Yasujirō Ozu,, par rapport auquel il est parfois qualifié de « petit-fils ». Sont aussi régulièrement vantés sa direction d'acteurs, notamment des non-professionnels, et son minimalisme (écriture blanche).
Admirateur de Ken Loach et Hou Hsiao-hsien, Kore-eda pense que « faire un film, c'est fixer ou regarder quelque chose ». Dans son travail, il recherche l’équilibre entre la mémoire, l'imagination et l'observation. Il a toujours affirmé ne pas vouloir dessiner un personnage de méchant. Il déclare :  « (…) Réalisateur de documentaires pour la télévision, je suis devenu aujourd'hui un réalisateur de cinéma contemporain, mais j’ai toujours la même planification, l’écriture de scénario, la réalisation, le montage, selon mon style. J’ai toujours un cahier avec moi, à chaque fois que j’ai une idée, je l’y écris. En fonction de la réaction de l'acteur, je réécris le scénario immédiatement, j'écoute la conversation entre les acteurs et j'ajoute une interaction au script. Il ne faut pas remettre le script à l'enfant qui apparaît dans le film, il faut lui expliquer le dialogue de vive voix sur le lieu de travail et recréer le dialogue avec ses mots à lui. »

## Filmographie

### Au cinéma
- 1995 : Maborosi (幻の光, Maboroshi no hikari?, litt. « lumière fantôme »)
- 1998 : After Life (ワンダフルライフ, Wandafuru raifu?, Wonderful Life)
- 2001 : Distance (ディスタンス, Disutansu?)
- 2004 : Nobody Knows (誰も知らない, Dare mo shiranai?)
- 2006 : Hana (花よりもなほ, Hana yori mo naho?)
- 2008 : Still Walking (歩いても 歩いても, Aruitemo aruitemo?)
- 2009 : Air Doll (空気人形, Kūki ningyō?)
- 2011 : I Wish, nos vœux secrets (奇跡, Kiseki?, litt. « miracle »)
- 2013 : Tel père, tel fils (そして父になる, Soshite chichi ni naru?)
- 2015 : Notre petite sœur (海街diary, Umimachi daiarii?), tiré du manga Kamakura Diary
- 2016 : Après la tempête (海よりもまだ深く, Umi yori mo mada fukaku?)
- 2017 : The Third Murder (三度目の殺人, Sandome no satsujin?)
- 2018 : Une affaire de famille (万引き家族, Manbiki kazoku?)
- 2019 : La Vérité (真実, Shinjitsu?)
- 2022 : Les Bonnes Étoiles (브로커 -  Beurokeo)
- 2023 : L'Innocence (怪物, Kaibutsu?)

### À la télévision
- 2012 : Going My Home (en) (ゴーイング マイ ホーム?) (série télévisée en dix épisodes)
- 2023 : Makanai : Dans la cuisine des maiko (Netflix)
- 2025 : Asura (Netflix)

## Distinctions

### Récompenses

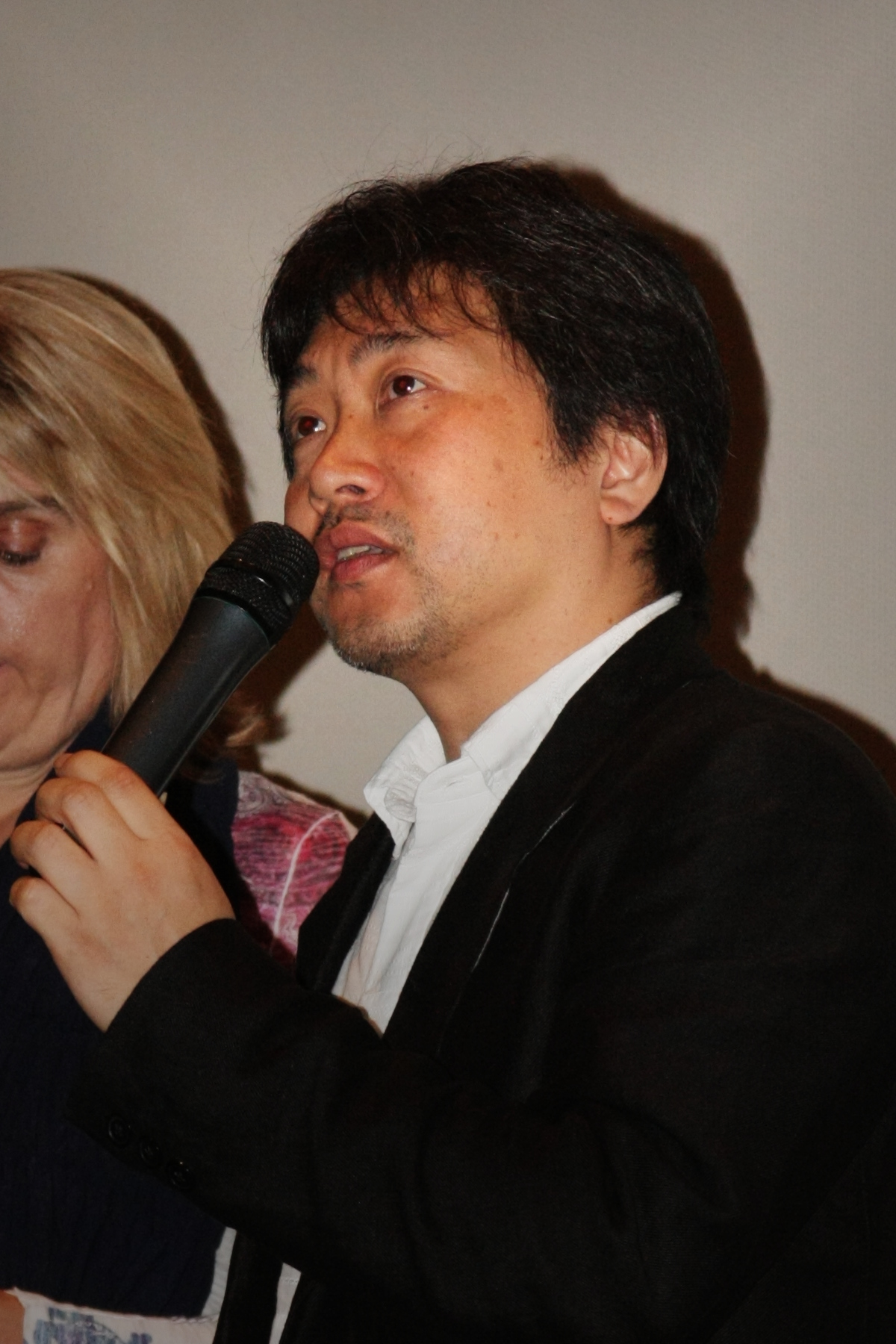
Hirokazu Kore-eda au Festival du film international de Toronto en 2009.

- 2004 : Prix d'interprétation masculine pour Yûya Yagira au Festival de Cannes 2004 pour Nobody Knows[pas clair]
- 2009 : Prix du meilleur réalisateur aux Asian Film Awards pour Still Walking
- 2013 : Prix du jury et mention spéciale du Prix du jury œcuménique au Festival de Cannes 2013 pour Tel père, tel fils
- 2013 : Hommage au 13e Festival international du film de Marrakech
- 2018 : Palme d'or au Festival de Cannes 2018 pour Une affaire de famille
- 2018 : Prix Donostia au Festival international du film de Saint-Sébastien 2018 pour l'ensemble de sa carrière
- 2018 : Prix du meilleur réalisateur au Festival international du film d'Antalya 2018 pour Une affaire de famille[18]
- 2019 : César du meilleur film étranger pour Une affaire de famille.
- 2019 : prix Kinema Junpō du meilleur film, du meilleur film (choix des lecteurs) et prix du meilleur réalisateur (choix des lecteurs) pour Une affaire de famille[19]
- 2023 : Prix du scénario au Festival de Cannes 2023 pour  L'innocence

## Publication
- Hirokazu Kore-eda (trad. Saeko Takahashi et Stéphane de Torquat), Quand je tourne mes films [« 映画を撮りながら考えたこと, Eiga wo torinagara kangaeta koto [Pensées de tournages] »], Atelier Akatombo,‎ 2019, 413 p.[20]